# Маунтин Вју (округ Натрона, Вајоминг)
Маунтин Вју (енгл. Mountain View, Natrona County) насељено је место без административног статуса у америчкој савезној држави Вајоминг.

## Демографија
По попису из 2010. године број становника је 96, што је 7 (-6,8%) становника мање него 2000. године.
| Група             | 2000.      | 2010.      |
| Белци             | 92 (89,3%) | 91 (94,8%) |
| Афроамериканци    | 0 (0,0%)   | 0 (0,0%)   |
| Азијати           | 0 (0,0%)   | 0 (0,0%)   |
| Хиспаноамериканци | 7 (6,8%)   | 5 (5,2%)   |
| Укупно            | 103        | 96         |